# Barsoom
Barsoom, é uma representação ficcional do Planeta Marte criado pelo escritor americano Edgar Rice Burroughs, mais conhecido pela série literária Tarzan dos Macacos. Composta por 11 volumes, Burroughs idealizou a primeira história da série em 1911, mas foi apenas no ano seguinte, em 1912, que ele a escreveu, iniciando a série ao publicá-la, no formato de conto subdividido em capítulos mensais, na revista pulp americana All-Story. Na época, a história foi batizada com o título de Under the Moons of Mars ("Sob as Luas de Marte", em tradução literal), e só apenas em 1917, Burroughs reuniu os textos publicados entre 1912 e 1913 na All Story em um livro. A publicação ganhou o título de A Princess of Mars ("Uma Princesa de Marte"), formado pelo qual é publicado desde então em todo o mundo.
A série conta as aventuras de John Carter, um veterno da Guerra Civil Americana que é misteriosamente transportado para o Planeta Marte (chamada de Barsoom pelos próprios habitantes do planeta).

Primeiro sucesso do gênero romance planetário, a série narra as aventuras de seus personagens em Marte, descrito como um planeta moribundo com base no trabalho de Percival Lowell e Camille Flammarion sobre os supostos canais de Marte. Os três primeiros romances focam-se as aventuras de John Carter em Barsoom, desde a sua chegada no planeta, até sua nomeação como Warlord de Barsoom.
Os seguintes romances dedicados a outros personagens, incluindo filhos e netos de John Carter, este último aparecendo mais frequentemente como um personagem secundário.
No Brasil, a série de livros permaneceu inédita até 2010. Até então, o personagem só havia sido publicado no Brasil em histórias em quadrinhos. Desde 2010, a Editora Aleph publica a série no país, tendo publicado até então os três primeiros romances da série, o já citado "A Princesa de Marte", "Os Deuses de Marte" e "O Comandante de Marte", em 2012, a editora Casa da Palavra lançou "John Carter: Entre Dois Mundos", versão romantizada do filme homônimo da Walt Disney Pictures.

## Os livros
Burroughs começou a escrever os livros no segundo semestre de 1911, e produziu um volume por ano, entre 1911 e 1914; foram produzidos mais de sete entre 1921 e 1941. O primeiro conto da série Barsoom foi publicado na revista The All-Story como Under the Moons of Mars (1912), e em seguida, um publicado em capa dura como o romance completo A Princess of Mars (1917). O final da série foi uma novela, Skeleton Men of Jupiter, publicado na revista Amazing Stories em fevereiro de 1943.
| Ordem | Título | Publicação seriada                                 | Publicação como romance    | Narrador fictício | Ano no romance |
| ----- | --- | -------------------------------------------------- | -------------------------- | ----------------- | -------------- |
| 1     | A Princess of Mars | Fevereiro a julho de 1912, All-Story               | Outubro de 1917 McClurg    | John Carter       | 1866-1876      |
| 2     | The Gods of Mars | Janeiro a maio de 1913, All-Story                  | setembro de 1918, McClurg  | John Carter       | 1886           |
| 3     | The Warlord of Mars | Dezembro 1913 a março de 1914, All-Story           | setembro 1919, McClurg     | John Carter       | 1887-1888      |
| 4     | Thuvia, Maid of Mars | Abril 1916, All-Story Weekly                       | outubro 1920, McClurg      | terceira pessoa   | 1888 ~ 1898    |
| 5     | The Chessmen of Mars | Fevereiro a março de 1922, Argosy All-Story Weekly | novembro 1922, McClurg     | terceira pessoa   | 1898 ~ 1917    |
| 6     | The Master Mind of Mars | 15 de julho de 1927, Amazing Stories Anual         | março 1928, McClurg        | Ulysses Paxton    | 1917           |
| 7     | A Fighting Man of Mars | Abril a setembro de 1930, Blue Book                | Maio 1931, Metropolitan    | Tan Hadron        | 1928           |
| 8     | Swords of Mars | Novembro 1934 a abril de 1935, Blue Book           | Fevereiro 1936, Burroughs  | John Carter       | 1928 ~ 1934    |
| 9     | Synthetic Men of Mars | Janeiro-fevereiro de 1939, Argosy Weekly           | Março de 1940, Burroughs   | Vor Daj           | 1934 ~ 1938    |
| 10    | Llana de Gathol | Março a outubro de 1941, Amazing Stories           | Março 1948, Burroughs      | John Carter       | 1938 ~ 1940    |
| 11    | John Carter de Marte - a novella collection containing: John Carter and the Giant of Mars (atribuído a John Coleman Burroughs) | Janeiro 1941, Amazing Stories                      | Julho de 1964 no Canaveral | terceira pessoa   | 1940           |
| 11    | Skeleton Homens de Júpiter (atribuído a Edgar Rice Burroughs)                                                                  | Fevereiro 1943, Amazing Stories                    | Julho de 1964 no Canaveral | John Carter       | 1941 -1942     |

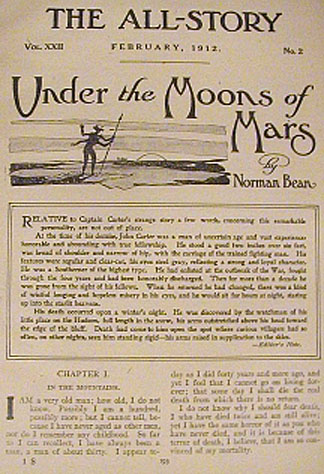
Publicação original de Under the Moons of Mars (1912)
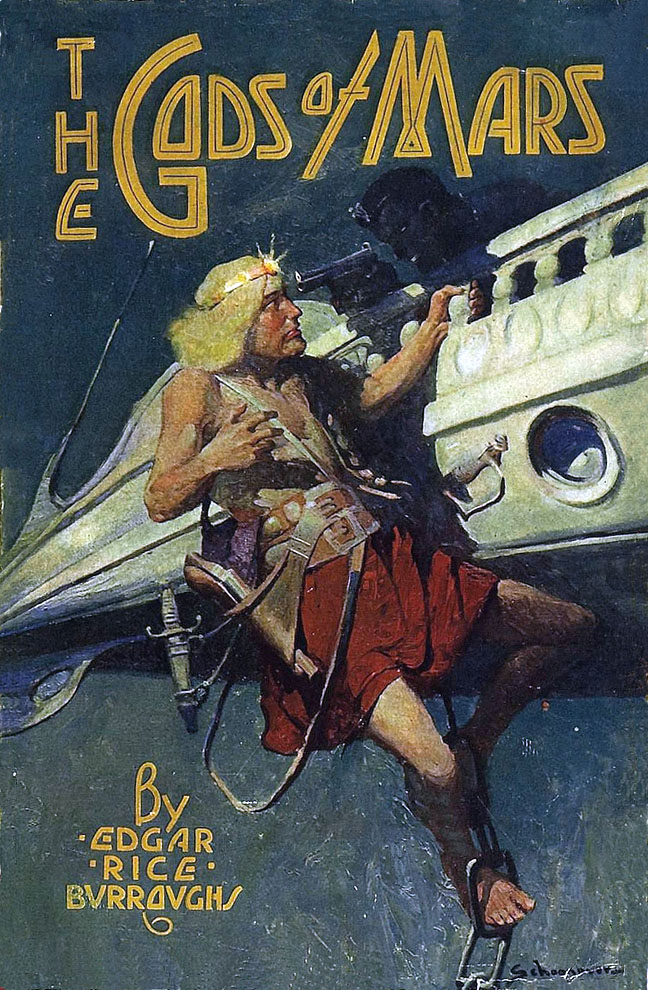
The Gods of Mars (1913)
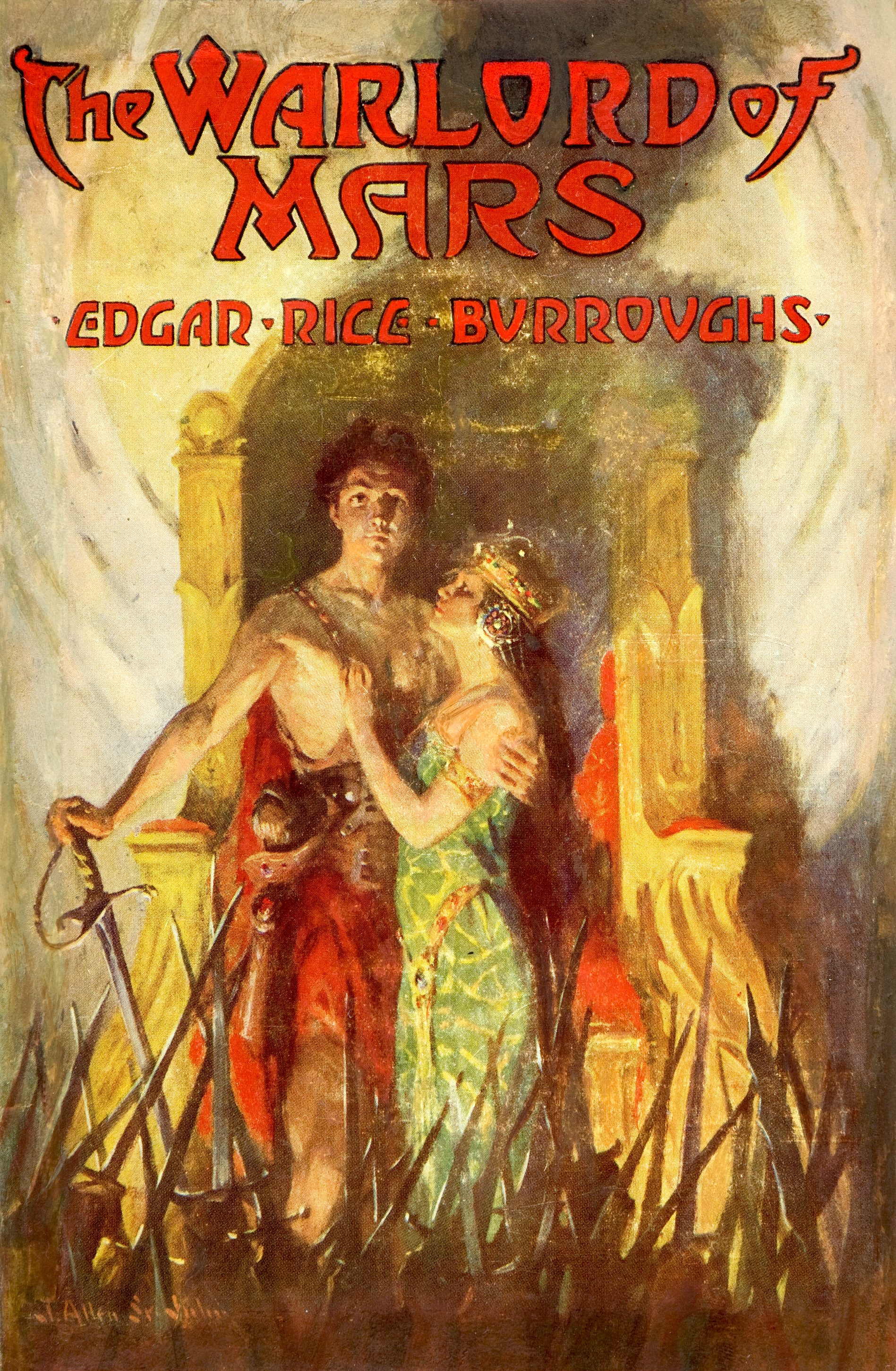
The Warlord of Mars (1914)
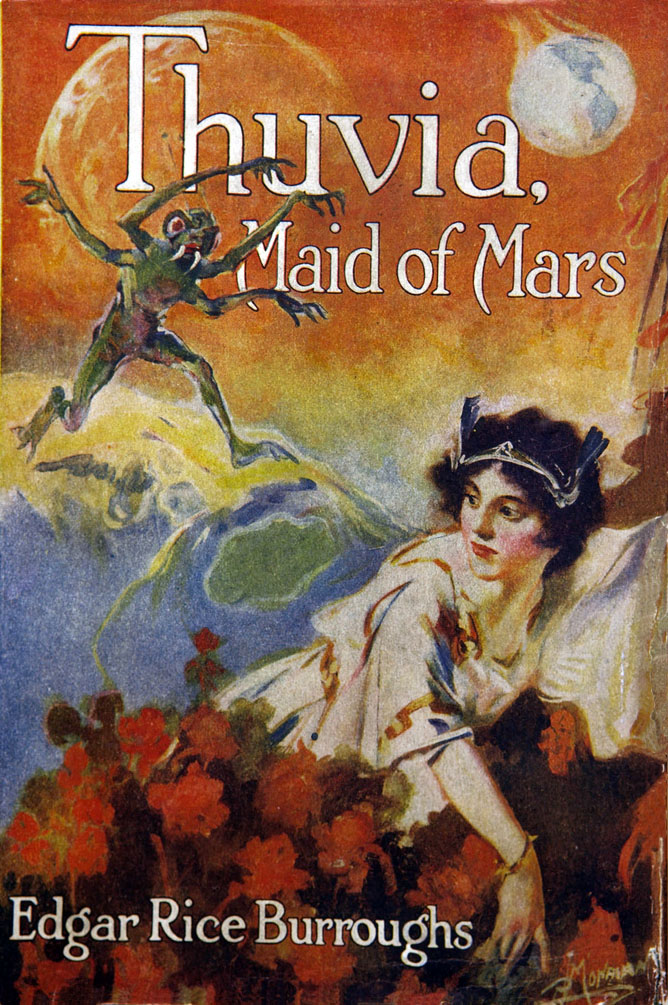
Thuvia, Maid of Mars (1920)
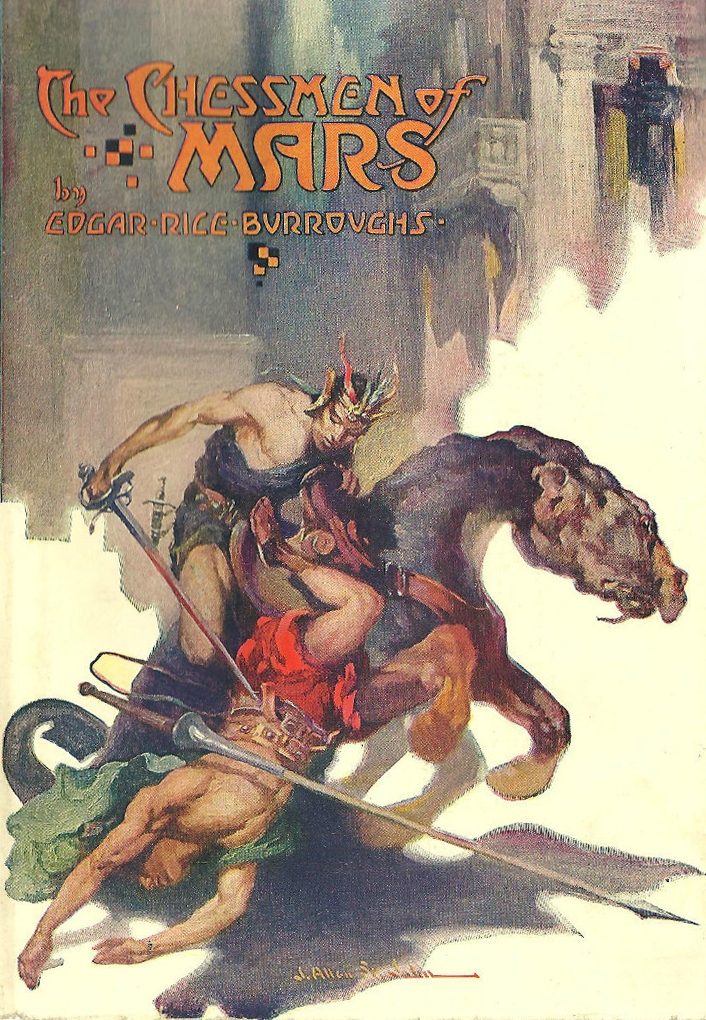
The Chessmen of Mars (1922)
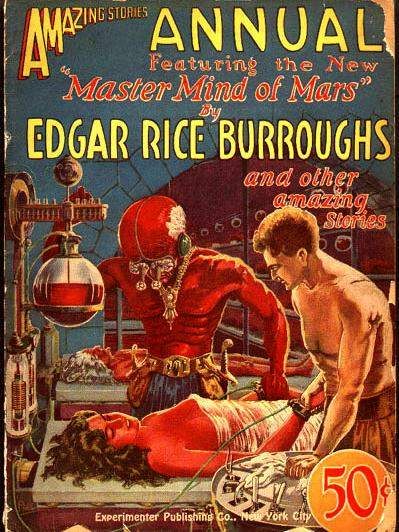
Amazing Stories Annual, 15 de julho de 1927
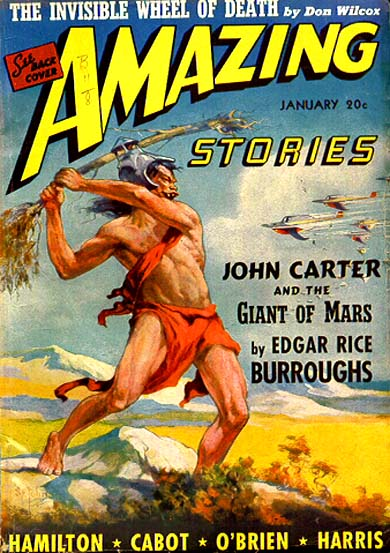
John Carter and the Giant of Mars, janeiro de 1941
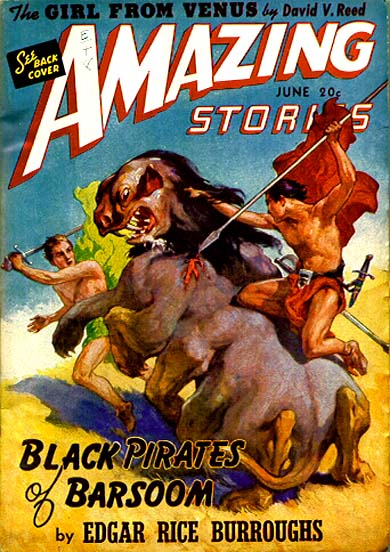
"The Black Pirates of Barsoom", junho de 1941

## Gênero
Enquanto a série é muitas vezes classificada como fantasia científica, também pertence aos subgêneros romance planetário e espada e planeta, que possuem afinidades com a fantasia e a espada e feitiçaria. Distingue-se pela sua inclusão de elementos científicos (ou pseudo-científicos). Tradicionalmente, romances planetários ocorrem na superfície de um mundo alienígena, e muitas vezes incluem lutas de espadas; monstros; elementos sobrenaturais, tais como: habilidades telepáticas (em oposição a magia); E culturas semelhantes a do Planeta Terra em épocas pré-industriais, especialmente com as estruturas sociais teocráticos ou dinásticas. Naves espaciais podem aparecer normalmente, mas não são fundamentais para a história; Esta é uma diferença fundamental da space opera, em que geralmente naves espaciais são fundamentais para a narrativa. Embora existam exemplos anteriores no gênero, a série exerceu uma influência dominante em autores posteriores.
O romance também compartilha uma série de elementos de faroestes, como ambientações desérticas, mulheres sendo raptadas, e um climático confronto de vida ou morte com o antagonista.

## Personagens principais

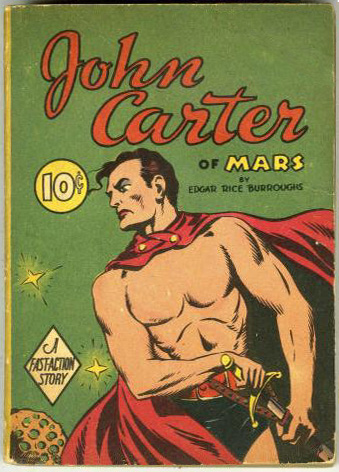
John Carter.

- John Carter, é um nativo de Virginia humana, EUA. Enquanto morava na Terra lutou na Guerra Civil  no  lado confederado, servindo como capitão. Ele descobriu uma mina de ouro por isso é imensamente rico. Fugindo de um grupo de índios pele vermelha encontra refúgio em uma caverna onde ele entra em um estado de sonolência. Ao acordar ele se encontra em Barsoom ( Marte).
- Dejah Thoris, filha de Mors Kajak e neta de Tardos Mors Jeddak de Helium. Ela é uma princesa marciana do reino Helium dos homens vermelhos, de aparência humana e excepcionalmente bela. Ela é corajosa e decidida e muitas vezes em perigo mortal. Ela é o interesse amoroso de John Carter.
- Tars Tarkas marciano verde, grande guerreiro, feroz, cruel e corajoso.
- Sola, uma marciana verde, filha secreta de Tars Tarkas é de bom coração e bons sentimentos, o que torna Tarkas um traidor de seu povo.
- Woola, uma espécie de cão marciano monstruoso e gigantesco, com cabeça de sapo e presas. Professa lealdade absoluta para John Carter.
- Sarkoja, uma marciana verde, novecentos anos de idade, pérfida, cruel e traiçoeira.
- Tal Hajus, um verde marciano Jeddak de Thark, famoso por sua extrema crueldade e ferocidade com prisioneiros que caem em suas mãos.

## Tharks
Tharks é uma tribo de marcianos verdes de Barsoom. Os Tharks são descritos como monstruosas criaturas de quatro braços.